# جوزيف أندرسون (لاعب كرة قدم أمريكية)
جوزيف أندرسون (بالإنجليزية: Joseph Anderson)‏ هو لاعب كرة قدم أمريكية أمريكي، ولد في 21 نوفمبر 1988 في تيكساركانا في الولايات المتحدة.

## وصلات خارجية
- جوزيف أندرسون على موقع مرجع كرة القدم المحترفة.كوم (الإنجليزية)